# Prókai Éva
Prókai Éva (Budapest, 1964. február 2. –) magyar színésznő.

## Életpályája
Édesapja Prókai István, a Vígszínház ismert színésze volt, édesanyja a Budapest néptáncegyüttesben táncolt. Testvére a fiatalon elhunyt Prókai Annamária színésznő. Nővérével mindketten gyerekkorunkban a Budapesti Spartacusban sportoltak, művészi tornában a serdülő korosztályban országos bajnokok voltak. Egy tehetségkutató akciót követően mindketten az Állami Balettintézetbe kerültek. A klasszikus balettet abbahagyták, de a nővérek mindketten elvégezték az Állami Artistaképző Iskolát, s közben Jeszenszky Endréhez jártak jazzbalettre. Miklós Tibor szerződtette őket a Rock Színházhoz, ahol alapító tagnak számítanak. Éva, 1989-ben végzett a Színház- és Filmművészeti Főiskolán operett-musical szakon. Ezt követően néhány évig játszott a Rock Színházban, a Mikroszkóp Színpadon, de egyetlen színháznak sem volt tagja.

## Színpadi szerepeiből
'A Színházi adattárban regisztrált bemutatóinak száma: 24..
- Akárkié (Leonard Bernstein: West Side Story)
- Cinella (Hans Christian Andersen – Várkonyi Mátyás – Béres Attila: A bábjátékos)
- Bernadett (Békés József – Heilig Gábor – Horváth Attila: Császárok)
- Tiffany Richards (Jean Kerr: Mary, Mary)
- Avice (William Somerset Maugham – Verebes István: Csodás vagy, Júlia)
- Auguste (Dürrenmatt: Meteor)
- Marion (Frisby: Lány a levesemben)
- Nagy Adél (Görgey Gábor: Ünnepi ügyelet)
- Lépj be a S.A.S.-ba!
- Molly (Bertolt Brecht: Koldusopera)
- Rosetta (Georg Büchner: Leonce és Léna)
- Frodita (Ben Jonson: Volpone)
- Columbia (Richard O'Brien: Rocky Horror Picture Show)
- Dolly (Lev Tolsztoj: Anna Karenina)
- Bride (John Millington Synge: A szentek kútja)
- Charity (Neil Simon: Sweet Charity)
- Roma Giza (Miklós Tibor: Csillag Nápoly egén)
- Szajha (Victor Hugo: Nyomorultak)
- Vigyázz NATO, jön a magyar!

## Filmjei
- Miss Arizona (1988)
- Hamis a baba (1991)

### Tévéfilmek
- Világok boltja (1975)
- A száztizenegyes (1982)
- Császárok (1983)
- Kaméliás hölgy (1986)
- Almási, avagy a másik gyilkos (1987)
- Razzia az Aranysasban (1991)
- Privát kopó (1993)